# Premasticação
Premasticação, também conhecida como pré-mastigação, é o ato de mastigar alimentos com o objetivo de quebrá-los fisicamente para alimentar outra pessoa que não consegue mastigar sozinha. Esse processo é frequentemente realizado pela mãe ou outros familiares de um bebê, produzindo alimento infantil [en] adequado para consumo durante o período de desmame. O alimento mastigado, na forma de um bolo, é transferido da boca de um indivíduo para outro, seja diretamente de boca a boca, por meio de utensílios, mãos, ou é adicionalmente cozido ou processado antes de ser oferecido.
Essa prática foi comum ao longo da história humana e em diversas sociedades, sendo também observada em animais não humanos. Embora seja menos frequente nas sociedades ocidentais contemporâneas, a premasticação era amplamente praticada e ainda é comum em culturas mais tradicionais. Estudos sobre os benefícios à saúde da premasticação ainda estão em andamento, mas a prática parece conferir vantagens nutricionais e imunológicas ao bebê, desde que o cuidador esteja em boa saúde e não seja portador de patógenos.

## Origens comportamentais
A premasticação e a alimentação boca a boca em humanos são hipoteticamente derivadas da regurgitação de alimentos de pais para filhos ou de machos para fêmeas (alimentação de cortejo) e foram observadas em diversos mamíferos e outras espécies animais, incluindo insetos sociais predadores. Por exemplo, o comportamento de pedir comida observado em filhotes de lobos, cães selvagens e algumas espécies de gaivotas envolve os jovens se aproximando do bico ou da boca do adulto, abrindo a boca ou esfregando-se, enquanto o adulto regurgita porções de alimento para alimentá-los. Contudo, nesses animais, esse comportamento de contato boca a boca também é utilizado para vínculo, socialização e cortejo.

### Em primatas
Jovens orangotangos também pedem comida por meio desse contato, e seus cuidadores regurgitam para alimentá-los. De fato, comportamentos de alimentação boca a boca com alimentos premastigados e contatos boca a boca ritualizados para vínculo foram observados em primatas antropoides, como gorilas, orangotangos e chimpanzés. Isso reforça a ideia de que os comportamentos humanos de beijar e alimentar com alimentos premastigados, direta ou indiretamente pela boca, têm raízes em animais superiores e em grandes primatas ancestrais.

### Precursor do beijo humano
Há grande similaridade na execução da alimentação por beijo e dos beijos humanos (como o beijo francês); na primeira, a língua é usada para transferir comida da mãe para o filho, com a criança recebendo tanto o alimento quanto a língua em movimentos de sucção, enquanto o último simplesmente omite o alimento premastigado. Observações em várias espécies e culturas confirmam que os atos de beijo e premasticação provavelmente evoluíram de comportamentos de alimentação baseados em relações semelhantes.

## História e cultura
Registros escritos de premasticação foram encontrados no Egito Antigo, embora a prática provavelmente remonte a tempos pré-históricos e a ancestrais não humanos. Por exemplo, no papiro médico Ebers do Egito Antigo, uma mãe era instruída a administrar um remédio ao filho por meio da premasticação. Na cultura romana do século V d.C., a premasticação de alimentos para bebês por cuidadores também era comum, embora a falta de saneamento, aliada à prática, contribuísse para a mortalidade infantil. Na Europa Medieval, bebês eram alimentados com uma variedade de alimentos amassados, premastigados ou pão amolecido com líquidos.
Nas décadas de 1940 e 1950, atitudes da medicina ocidental desincentivaram fortemente a premasticação em culturas nativas americanas e fijianas devido a preocupações com a higiene. No entanto, a falta de conhecimento sobre a premasticação e sua proibição por missionários e médicos causaram anemia grave em bebês dessas populações, ou resultaram em bebês e crianças desnutridas, privadas de nutrientes.
Embora menos comum nas sociedades ocidentais pós-industriais modernas, a oferta de alimentos premastigados a bebês é encontrada em muitas culturas tradicionais, trazendo inúmeros benefícios aos bebês. Na América do Norte, a premasticação é comumente usada por mães negras e hispânicas, assim como por mulheres dos povos inuit e aleútes.
Em muitas culturas humanas, o ato de premasticação e alimentação boca a boca está associado à demonstração de afeto. Nas culturas Manus [en] das Ilhas do Almirantado, a premasticação tem sido usada por mulheres para lembrar às crianças e descendentes de suas obrigações para com ela. Algumas culturas, como os povos da Papua-Nova Guiné, utilizam o contato boca a boca principalmente para alimentar com alimentos premastigados, com o beijo sexual sendo observado apenas após a chegada dos europeus. Acredita-se que essa forma de alimentação tenha evoluído para os atos humanos modernos de beijo e beijo francês.
Muitas sociedades ocidentais têm forte aversão à premasticação, comparável às críticas feitas ao aleitamento materno em gerações anteriores por razões semelhantes. Essas sociedades consideravam o aleitamento materno uma prática desagradável, realizada apenas pelas classes menos instruídas ou por culturas estrangeiras, o que levou a políticas de saúde prejudiciais à saúde infantil. No final do século XIX, a comunidade médica do Texas envolveu-se em um debate sobre a premasticação, com defensores destacando seus benefícios e opositores considerando-a "sujeira repulsiva e... bárbara".

## Saúde
A premasticação é comum em todas as sociedades e populações humanas, embora menos prevalente em algumas. A vantagem evolutiva e seletiva desse comportamento reside em complementar a dieta infantil de leite materno, fornecendo acesso a mais macro e micronutrientes, além de enzimas digestivas. Embora doenças possam ser transmitidas pela saliva em alimentos pré-mastigados, os benefícios superaram os riscos durante a evolução do comportamento humano. Além disso, desencorajar a premasticação como medida preventiva contra a transmissão de doenças pode ser tão desastroso para a saúde pública infantil quanto a proibição do aleitamento materno nas décadas de 1980 e 1990. Em populações com cuidadores saudáveis, a premasticação não está associada a consequências negativas para a saúde, sendo os benefícios e riscos dessa prática amplamente dependentes das condições dietéticas e médicas do cuidador e da criança.
O verdadeiro alcance dos benefícios da premasticação e sua prevalência em diferentes sociedades ainda está sob pesquisa, embora haja certo consenso sobre os benefícios nutricionais da prática. Como uma comorbidade com a saúde e educação do cuidador, além do acesso societal a cuidados de saúde e nutrição adequados, os impactos da premasticação na saúde infantil requerem mais estudos e ensaios antes da introdução de políticas que incentivem ou desencorajem sua prática.